# Ginástica laboral
A ginástica laboral é uma série de exercícios físicos realizados no ambiente de trabalho, no horário de trabalho, com o objetivo de melhorar a saúde e evitar lesões dos funcionários por esforço repetitivo e algumas doenças ocupacionais.
A Ginástica Laboral se baseia em alongamentos de diversas partes do corpo, como tronco, cabeça, membros superiores e membros inferiores. Os alongamentos são diferentes para cada função exercida pelo trabalhador. Esse tipo de ginástica não é de intensidade alta e ocorre num curto período de tempo, assim não cansa e nem sobrecarrega o funcionário.

## Tipos De Ginástica Laboral
Ginástica laboral preparatória
Realizada no início da jornada de trabalho, ela ativa fisiologicamente o organismo, prepara para o trabalho físico e melhora o nível de concentração e disposição, elevando a temperatura do corpo, oxigenando os tecidos e aumentando a frequência cardíaca.
Ginástica laboral compensatória
Com duração de 5 a 10 minutos durante a jornada de trabalho, sua principal finalidade é compensar todo e qualquer tipo de tensão muscular adquirido pelo uso excessivo ou inadequado das estruturas musculo-ligamentares.
Ginástica laboral de relaxamento
Realizada no final da jornada de trabalho durante 10 ou 12 minutos, tem como objetivo a redução do estresse, alívio das tensões, redução dos índices de desavenças no trabalho e em casa, com consequente melhora da função social.
Ginástica laboral corretiva
A finalidade da Ginástica Laboral Corretiva é estabelecer o antagonismo muscular, utilizando exercícios que visam fortalecer os músculos fracos e alongar os músculos encurtados, destinando-se ao indivíduo portador de deficiência morfológica, não patológica, sendo aplicada a um grupo reduzido de pessoas.

Yu-Gi-Oh é legal

## Benefícios
Para o funcionário
- Alivia o estresse;[1]
- Melhora a postura do corpo;[2]

Como resultados, observou-se a diminuição dos acidentes de trabalho, o aumento da produtividade e a melhoria das condições dos trabalhadores. Hoje, mais de 1/3 dos trabalhadores japoneses a praticam diariamente.
Atualmente, menos pessoas são “consumidas” pelo trabalho do que no século XIX, mas em compensação a automação, a informatização e o avanço tecnológico fizeram com que muitos trabalhadores sejam “operadores de máquinas”, ao mesmo tempo que afastou os trabalhadores uns dos outros, tornando o trabalho exaustivo e exigente. Mais do que nunca as pessoas trabalham sozinhas, sendo pressionadas por metas e tarefas a cumprir.
Devido a todas essas particularidades decorrentes da globalização, os trabalhadores hoje necessitam mais que nunca de uma atividade física, e se ela acontece no meio de seu expediente, no ambiente de trabalho, e ainda promove interação, descontração e relaxamento de corpo e mente, torna-se ainda mais indispensável.
</ref>
- Melhora a saúde;
- Diminui o sedentarismo;
- Diminui as tensões adquiridas no trabalho;
- Previne lesões;
- Previne doenças causadas por trauma cumulativo;
- Aumenta o desempenho do funcionário;
- Evita doenças do trabalho, como ler e dort;

Para a empresa
- Diminui os índices de acidentes de trabalho e absenteísmo;
- Estimula o trabalho em equipe;
- Melhora na produtividade;
- Previne a fadiga muscular e lesões ocupacionais;
- Aumenta a interação entre funcionários;